# Andorinha-do-mar-preta-menor
Andorinha-do-mar-preta-menor, nodi-pequeno ou tinhosa-pequena (Anous tenuirostris) é uma espécie de caradriforme da família Laridae.
Pode ser encontrada nos seguintes países: África do Sul, Comores, Emirados Árabes Unidos, Libéria, Maurícia, Quénia e Seychelles.